# Coptorhina angolensis
Coptorhina angolensis är en skalbaggsart som beskrevs av Gilbert John Arrow 1906. Coptorhina angolensis ingår i släktet Coptorhina och familjen bladhorningar. Inga underarter finns listade i Catalogue of Life.